# یانگ لینگ
یانگ لینگ (انگلیسی: Yang Ling؛ زادهٔ ۲۴ مهٔ ۱۹۶۸) تیرانداز سابق اهل چین است. از افتخارات وی میتوان کسب مدال طلا در بازی‌های المپیک تابستانی ۱۹۹۶ و بازی‌های المپیک تابستانی ۲۰۰۰ اشاره کرد.